# OPL-40M

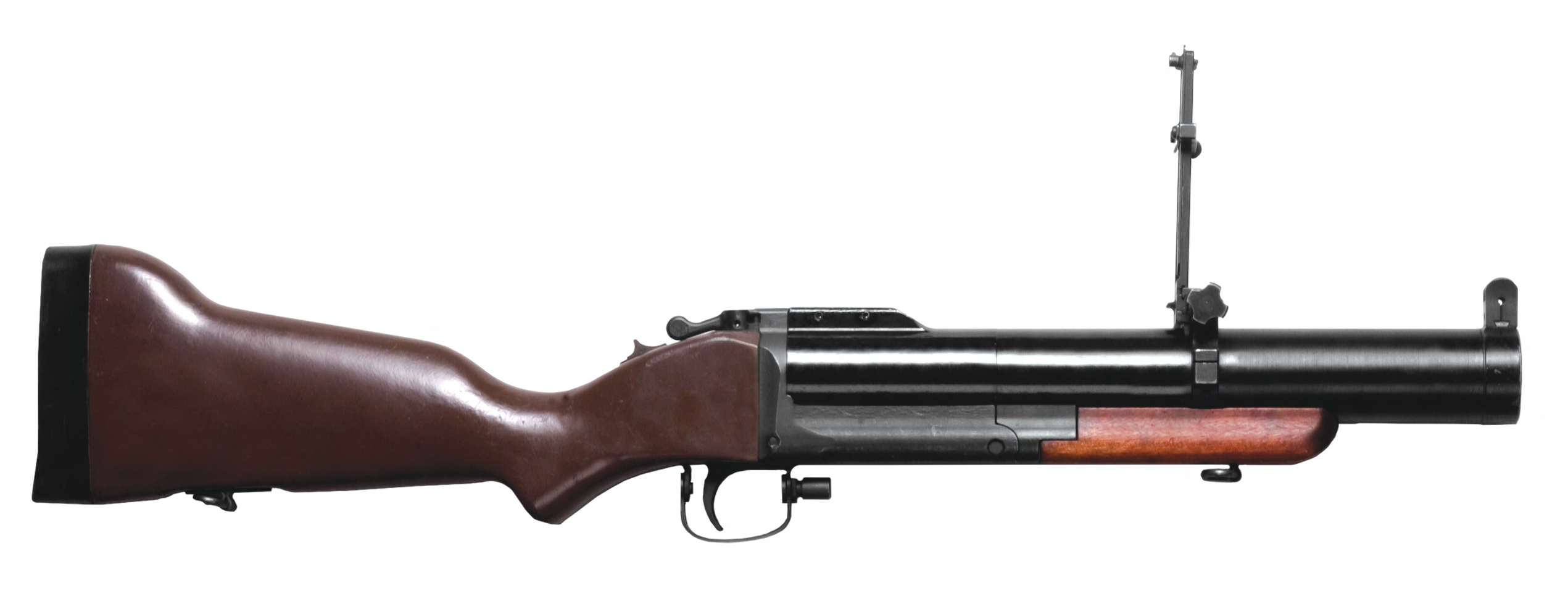
Das Vorgängermodell:
M79 Granatwerfer

Der OPL-40M ist ein Granatwerfer des vietnamesischen Herstellers Z111 Fabrik in Thanh Hoa für 40-mm-Granaten. Entwickelt wurde der Granatwerfer, um den SPL 40, ein unlizenzierter Nachbau des M79-Granatwerfers, in den Vietnamesischen Streitkräften zu ersetzen. Die Waffe soll an das STV-Sturmgewehr montiert werden. Die Reichweite beträgt etwa 375 m. Vorgestellt wurde der Werfer zum ersten Mal im Jahr 2010 und seit 2021 wird dieser in Serie produziert.